# Darıca
Darıca és una ciutat i un districte a la província turca de Kocaeli a la riba nord de la badia d'İzmit en la Mar de Màrmara.

## Història
Darıca deu el seu nom al castell homònim, del qual actualment ja només en resten les ruïnes. La ciutat és esmentada per primer cop a l'època romana d'Orient com a Tararion i també és anomenada Bithyniesine a l'Antiguitat.
Al segle vii aC, la regió fou colonitzada per grecs i frigis. La ciutat mateixa fou fundada en època romana d'Orient (al voltant del 378). A partir de 1329 estigué en mans dels otomans.
Després de la batalla d'Ankara de 1402, Darıca fou retornada a l'Imperi Romà d'Orient, però fou reconquerida ben aviat per Gazi Timurtaşoğlu Umurbey (membre de la Dinastia Timurtaşoğulları). Aquest va crear una fundació per administrar les àrees conquerides. La fundació encara existeix avui i administra terrenys i immobles a la regió al voltant de Darıca.
En l'època convulsa de la Primera Guerra Mundial i la Guerra d'independència turca, entre 1914 i 1921, la ciutat fou repetidament saquejada i finalment fou ocupada el 28 d'abril de 1921 per tropes gregues i britàniques. Les tropes estrangeres en van sortir el 26 de juny de 1921.

## Economia
L'agricultura, actualment, tan sols hi té un paper secundari; només s'hi conreuen unes poques cireres, olives i carxofes. Encara s'hi continuen criant gallines i ovelles. Darca és conegut per un iogurt de llet d'ovella especial. Tradicionalment la pesca de verats ha tingut un paper clau a Darıca, per la seva posició a la Mar de Màrmara, però en l'actualitat les condicions són difícils, a causa de la minva de reserves de peix.
Per la seva posició favorable al mar, el turisme és un sector econòmic important.

## Infraestructura
A Només 10 quilòmetres de Darıca es troba l'aeroport Sabiha Gökcen. La ciutat té connexió a més directa a l'autopista així com un port de transbordador.

## Evolució de la població
| Any  | Habitants |
| ---- | --------- |
| 1927 | 2.115     |
| 1960 | 5.575     |
| 1965 | 6.560     |
| 1970 | 6.560     |
| 1975 | 10.256    |
| 1980 | 23.905    |
| 1985 | 33.551    |

| Any  | Habitants |
| ---- | --------- |
| 1990 | 53.560    |
| 1997 | 82.146    |
| 2000 | 85.818    |
| 2007 | 109.580   |
| 2008 | 135.966   |
| 2009 | 141.126   |
| 2010 | 146.896   |